# Sljehrnik
Sljehrnik je burkaška moraliteta Iztoka Mlakarja. Napisal jo je v primorskem narečnem jeziku, in sicer po motivu srednjeveške moralitete Slehernik. Prvo postavitev sta v koprodukciji izvedla Slovensko narodno gledališče Nova Gorica (katerega član je Iztok Mlakar) in Gledališče Koper. V Novi Gorici je premiera potekala 24. novembra 2007, v Kopru pa naslednji dan, 25. novembra. Praizvedbo je režiral Vito Taufer. Gre za drugo Mlakarjevo samostojno dramsko delo.

## Vloge
| Vloga     | Igralec v praizvedbi    |
| --------- | ----------------------- |
| Sljehrnik | Iztok Mlakar            |
| Žena      | Marjuta Slamič          |
| Mati      | Teja Glažar             |
| Bog       | Ivo Barišič             |
| Smrt      | Radoš Bolčina           |
| Revež     | Rok Matek               |
| Žandar    | Rok Matek               |
| Pravnik   | Rok Matek               |
| Politik   | Igor Štamulak           |
| Prijatelj | Igor Štamulak           |
| Rufjana   | Ajda Toman/Tjaša Hrovat |

V predstavi nastopa tudi instrumentalni trio, sestavljen iz klavirja, kontrabasa in bobna. V praizvedbi so igrali David Trebižan, David Šuligoj in Roman Kobal.

## Nagrade
- Ivo Barišič - Tantadruj leta 2012 za igralski dosežek, mdr. za vlogi Finančnika in Boga v Sljehrniku Iztoka Mlakarja
- Iztok Mlakar - Priznanje Festivala komičnega gledališča KOMIGO 2014, Gorica, Italija, 2015

## Festivali
- Dnevi komedije 2012, Celje, 2012
- Teden slovenske drame, Kranj, 2012
- 47. Festival Borštnikovo srečanje, Maribor, 2012
- Primorski poletni festival, Park Arrigoni Izola, 2015